# Palásthy Irén
Palásthy Irén, Pollák Irma (Rákospalota, 1898. október 27. – USA, 1984. december) színésznő.

## Pályafutása
Pollák Salamon boskovicei születésű cipészmester és az ivanóci származású Sternfeld Anna leányaként született. Előbb a Magyar Királyi Operaházban balettnövendék volt, majd a Népopera tagja lett, ahol 1920-ban az Ezüst sirály Marietta szerepében tűnt fel. Ugyanez év július 1-jén nagy sikert ért el a Vígszínházban, a Hermelines nő című operett Lavalle Sophie szerepében. 1920. augusztus 23-án Budapesten házasságra lépett a nála 15 évvel idősebb Hans Bartsch-sal (Bartsch János Ernő Valdemár, szül. 1883. december 2.), az ismert amerikai színházi vállalkozóval. Ekkor külföldre ment, ahol tánctanulmányait folytatta, megtanult németül, angolul és eljátszotta a No, no Nanette című operett főszerepét Berlinben, Münchenben, Drezdában, Bécsben, majd ezzel a darabbal Budapesten is vendégszerepelt, a Király Színházban, 1928. március 17-én. A darabot férje vezetésével mutatták be. Közben 1924. július 30-án fellépett a Renaissance Színházban, a Dorina és a véletlen című operettben. 1928-ben Bartsch társulatával a Király Színházban, majd 1933-ban az Andrássy úti Színházban vendégszerepelt. Ezt követően visszavonult a színpadtól. 1944 júniusában Hankovszky Varga Árpádné Csécs Izabella feljelentette a művésznőt Jaross Andor belügyminiszternél és a Külföldieket Ellenőrző Országos Központi Hatóságnál (KEOKH) is, mire családjának nőtagjait deportálták és Palásthy Irént is csak az amerikai követet képviselő svájci megbízott közbelépése mentette meg. 1947–48-ban férjével féléves tanulmányúton jártak külföldön, főleg Londonban és Párizsban töltöttek hosszabb időt, Oscar Straus A Csokoládékatona című darabjának felújítását készítették elő. Később férjével az Amerikai Egyesült Államokban élt, majd annak halála után a színházi ügynökségét irányította az 1960-as években. Sírja a Ferncliff Cemetery and Mausoleumban található (Hartsdale, Westchester megye, New York állam, USA).

## Fontosabb szerepei
- Helén (Schubert–Berté: Három a kislány)
- Dorina (Gilbert: Dorina és a véletlen)